# Copa Libertadores da América de 1996
A edição de 1996 da Taça Libertadores da América foi a 37.ª disputada ao longo da história. O River Plate, da Argentina, foi campeão ao vencer o América de Cali, da Colômbia, na final.

## Equipes classificadas
| País                               | Equipe                 | Classificação                                    |
| ---------------------------------- | ---------------------- | ------------------------------------------------ |
| Argentina · (2 vagas)              | San Lorenzo            | Campeão do Campeonato Nacional Clausura de 1995  |
| Argentina · (2 vagas)              | River Plate            | Vice-Campeão do Campeonato Nacional de 1995      |
| Bolívia · (2 vagas)                | San José               | Campeão do Campeonato Boliviano Clausura de 1995 |
| Bolívia · (2 vagas)                | Guabirá                | Vice-Campeão do Campeonato Nacional de 1995      |
| Brasil · (2 vagas + atual Campeão) | Grêmio                 | Campeão da Copa Libertadores de 1995             |
| Brasil · (2 vagas + atual Campeão) | Botafogo               | Campeão do Campeonato Brasileiro de 1995         |
| Brasil · (2 vagas + atual Campeão) | Corinthians            | Campeão da Copa do Brasil de 1995                |
| Chile · (2 vagas)                  | Universidad de Chile   | Campeão do Campeonato Chileno Apertura de 1995   |
| Chile · (2 vagas)                  | Universidad Católica   | Campeão da Copa Chile de 1995                    |
| Colômbia · (2 vagas)               | Junior de Barranquilla | Campeão do Campeonato Colombiano de 1995         |
| Colômbia · (2 vagas)               | América de Cali        | Vice-Campeão do Campeonato Colombiano de 1995    |
| Equador · (2 vagas)                | Barcelona de Guayaquil | Campeão do Campeonato Equatoriano de 1995        |
| Equador · (2 vagas)                | Espoli                 | Vice-campeão do Campeonato Equatoriano de 1995   |
| Paraguai · (2 vagas)               | Olimpia                | Campeão do Campeonato Paraguaio de 1995          |
| Paraguai · (2 vagas)               | Cerro Porteño          | Vice-Campeão do Campeonato Paraguaio de 1995     |
| Peru · (2 vagas)                   | Sporting Cristal       | Campeão do Campeonato Peruano de 1995            |
| Peru · (2 vagas)                   | Universitario          | Vice-campeão do Campeonato Peruano de 1995       |
| Uruguai · (2 vagas)                | Defensor Sporting      | Campeão da Mini-Liga Pré-Libertadores 1995       |
| Uruguai · (2 vagas)                | Peñarol                | Vice-campeão da Mini-Liga Pré-Libertadores 1995  |
| Venezuela · (2 vagas)              | Caracas                | Campeão do Campeonato Venezuelano de 1995        |
| Venezuela · (2 vagas)              | Minervén               | Vice-Campeão do Campeonato Venezuelano de 1995   |

## Fase de grupos
O Grêmio, do Brasil, campeão da Taça Libertadores da América de 1995, avançou direto para as oitavas-de-final.
As partidas da fase de grupos foram disputadas entre 13 de março e 19 de abril. As três melhores equipes de cada grupo avançaram para a fase final.

### Grupo 1
| Equipe                 | Pts | J | V | E | D | GP | GC | SG |
| ---------------------- | --- | - | - | - | - | -- | -- | -- |
| Barcelona de Guayaquil | 13  | 6 | 4 | 1 | 1 | 11 | 8  | +3 |
| Cerro Porteño          | 10  | 6 | 3 | 1 | 2 | 8  | 7  | +1 |
| Espoli                 | 6   | 6 | 2 | 0 | 4 | 7  | 10 | -3 |
| Olimpia                | 5   | 6 | 1 | 2 | 3 | 5  | 6  | -1 |

|                        | BAR | CER | ESP | OLI |
| ---------------------- | --- | --- | --- | --- |
| Barcelona de Guayaquil | –   | 3–2 | 3–2 | 2–1 |
| Cerro Porteño          | 1–0 | –   | 2–1 | 0–0 |
| Espoli                 | 1–2 | 1–0 | –   | 2–1 |
| Olimpia                | 1–1 | 1–2 | 2–0 | –   |

### Grupo 2
| Equipe            | Pts | J | V | E | D | GP | GC | SG |
| ----------------- | --- | - | - | - | - | -- | -- | -- |
| Peñarol           | 9   | 6 | 2 | 3 | 1 | 13 | 10 | +3 |
| Defensor Sporting | 7   | 6 | 1 | 4 | 1 | 6  | 6  | 0  |
| Sporting Cristal  | 7   | 6 | 1 | 4 | 1 | 6  | 7  | -1 |
| Universitario     | 7   | 6 | 2 | 1 | 3 | 7  | 9  | -2 |

|                   | DEF | PEN | SCR | UNI |
| ----------------- | --- | --- | --- | --- |
| Defensor Sporting | –   | 2–4 | 0–0 | 2–0 |
| Peñarol           | 1–1 | –   | 1–1 | 1–2 |
| Sporting Cristal  | 0–0 | 3–3 | –   | 0–2 |
| Universitario     | 1–1 | 1–3 | 1–2 | –   |

### Grupo 3
| Equipe                 | Pts | J | V | E | D | GP | GC | SG |
| ---------------------- | --- | - | - | - | - | -- | -- | -- |
| América de Cali        | 12  | 6 | 4 | 0 | 2 | 11 | 2  | +9 |
| Junior de Barranquilla | 10  | 6 | 3 | 1 | 2 | 8  | 6  | +2 |
| San José               | 9   | 6 | 3 | 0 | 3 | 6  | 8  | -2 |
| Guabirá                | 4   | 6 | 1 | 1 | 4 | 7  | 16 | -9 |

|                        | AME | GUA | JUN | SJO |
| ---------------------- | --- | --- | --- | --- |
| América de Cali        | –   | 5–0 | 2–0 | 2–0 |
| Guabirá                | 0–2 | –   | 1–1 | 5–1 |
| Junior de Barranquilla | 1–0 | 5–1 | –   | 1–0 |
| San José               | 1–0 | 2–1 | 2–0 | –   |

### Grupo 4
| Equipe               | Pts | J | V | E | D | GP | GC | SG |
| -------------------- | --- | - | - | - | - | -- | -- | -- |
| Corinthians          | 13  | 6 | 4 | 1 | 1 | 13 | 6  | +7 |
| Universidad de Chile | 10  | 6 | 3 | 1 | 2 | 7  | 7  | 0  |
| Botafogo             | 7   | 6 | 2 | 1 | 3 | 10 | 10 | 0  |
| Universidad Católica | 4   | 6 | 1 | 1 | 4 | 6  | 13 | -7 |

|                      | BOT | COR | UCA | UCH |
| -------------------- | --- | --- | --- | --- |
| Botafogo             | –   | 1–1 | 4–1 | 3–1 |
| Corinthians          | 3–0 | –   | 3–1 | 3–1 |
| Universidad Católica | 2–1 | 2–3 | –   | 0–0 |
| Universidad de Chile | 2–1 | 1–0 | 2–0 | –   |

### Grupo 5
| Equipe      | Pts | J | V | E | D | GP | GC | SG  |
| ----------- | --- | - | - | - | - | -- | -- | --- |
| River Plate | 14  | 6 | 4 | 2 | 0 | 14 | 3  | +11 |
| San Lorenzo | 10  | 6 | 2 | 4 | 0 | 13 | 5  | +8  |
| Minervén    | 5   | 6 | 1 | 2 | 3 | 8  | 16 | -8  |
| Caracas     | 2   | 6 | 0 | 2 | 4 | 6  | 17 | -11 |

|             | CAR | MIN | RIV | SLO |
| ----------- | --- | --- | --- | --- |
| Caracas     | –   | 1–1 | 1–4 | 1–1 |
| Minervén    | 4–2 | –   | 1–2 | 2–2 |
| River Plate | 2–0 | 5–0 | –   | 0–0 |
| San Lorenzo | 5–1 | 4–0 | 1–1 | –   |

## Fase Final
|  | Oitavas de final             | Oitavas de final       | Oitavas de final | Oitavas de final |   |                        | Quartas de final | Quartas de final | Quartas de final | Quartas de final |  |                      | Semifinais      | Semifinais      | Semifinais      | Semifinais      |                 |   | Final            | Final            | Final            | Final            |
|  | 1 a 8 de maio                | 1 a 8 de maio          | 1 a 8 de maio    | 1 a 8 de maio    |   |                        | 15 a 22 de maio  | 15 a 22 de maio  | 15 a 22 de maio  | 15 a 22 de maio  |  |                      | 4 a 12 de junho | 4 a 12 de junho | 4 a 12 de junho | 4 a 12 de junho |                 |   | 19 e 26 de junho | 19 e 26 de junho | 19 e 26 de junho | 19 e 26 de junho |
|  |                              |                        |                  |                  |   |                        |                  |                  |                  |                  |  |                      |                 |                 |                 |                 |                 |   |                  |                  |                  |                  |
|  | Botafogo                     | 1                      | 0                | 1                |   |                        |                  |                  |                  |                  |  |                      |                 |                 |                 |                 |                 |   |                  |                  |                  |                  |
|  | Grêmio                       | 1                      | 2                | 3                |   |                        |                  |                  |                  |                  |  |                      |                 |                 |                 |                 |                 |   |                  |                  |                  |                  |
|  | Grêmio                       | 1                      | 2                | 3                |   | Grêmio                 | 3                | 0                | 3                |                  |  |                      |                 |                 |                 |                 |                 |   |                  |                  |                  |                  |
|  |                              |                        |                  |                  |   | Grêmio                 | 3                | 0                | 3                |                  |  |                      |                 |                 |                 |                 |                 |   |                  |                  |                  |                  |
|  |                              | Corinthians            | 0                | 1                | 1 |                        |                  |                  |                  |                  |  |                      |                 |                 |                 |                 |                 |   |                  |                  |                  |                  |
|  | Espoli                       | Corinthians            | 0                | 1                | 1 | 1                      | 0                | 1                |                  |                  |  |                      |                 |                 |                 |                 |                 |   |                  |                  |                  |                  |
|  | Espoli                       |                        |                  |                  |   | 1                      | 0                | 1                |                  |                  |  |                      |                 |                 |                 |                 |                 |   |                  |                  |                  |                  |
|  | Corinthians                  | 3                      | 2                | 5                |   |                        |                  |                  |                  |                  |  |                      |                 |                 |                 |                 |                 |   |                  |                  |                  |                  |
|  | Corinthians                  | 3                      | 2                | 5                |   |                        |                  |                  |                  |                  |  | Grêmio               | 1               | 1               | 2               |                 |                 |   |                  |                  |                  |                  |
|  |                              |                        |                  |                  |   |                        |                  |                  |                  |                  |  | Grêmio               | 1               | 1               | 2               |                 |                 |   |                  |                  |                  |                  |
|  |                              | América de Cali        | 0                | 3                | 3 |                        |                  |                  |                  |                  |  |                      |                 |                 |                 |                 |                 |   |                  |                  |                  |                  |
|  | Cerro Porteño                | América de Cali        | 0                | 3                | 3 | 0                      | 0                | 0                |                  |                  |  |                      |                 |                 |                 |                 |                 |   |                  |                  |                  |                  |
|  | Cerro Porteño                |                        |                  |                  |   | 0                      | 0                | 0                |                  |                  |  |                      |                 |                 |                 |                 |                 |   |                  |                  |                  |                  |
|  | Junior de Barranquilla       | 0                      | 1                | 1                |   |                        |                  |                  |                  |                  |  |                      |                 |                 |                 |                 |                 |   |                  |                  |                  |                  |
|  | Junior de Barranquilla       | 0                      | 1                | 1                |   | Junior de Barranquilla | 1                | 0                | 1                |                  |  |                      |                 |                 |                 |                 |                 |   |                  |                  |                  |                  |
|  |                              |                        |                  |                  |   | Junior de Barranquilla | 1                | 0                | 1                |                  |  |                      |                 |                 |                 |                 |                 |   |                  |                  |                  |                  |
|  |                              | América de Cali        | 1                | 1                | 2 |                        |                  |                  |                  |                  |  |                      |                 |                 |                 |                 |                 |   |                  |                  |                  |                  |
|  | Minervén                     | América de Cali        | 1                | 1                | 2 | 1                      | 1                | 2                |                  |                  |  |                      |                 |                 |                 |                 |                 |   |                  |                  |                  |                  |
|  | Minervén                     |                        |                  |                  |   | 1                      | 1                | 2                |                  |                  |  |                      |                 |                 |                 |                 |                 |   |                  |                  |                  |                  |
|  | América de Cali              | 1                      | 4                | 5                |   |                        |                  |                  |                  |                  |  |                      |                 |                 |                 |                 |                 |   |                  |                  |                  |                  |
|  | América de Cali              | 1                      | 4                | 5                |   |                        |                  |                  |                  |                  |  |                      |                 |                 |                 |                 | América de Cali | 1 | 0                | 1                |                  |                  |
|  |                              |                        |                  |                  |   |                        |                  |                  |                  |                  |  |                      |                 |                 |                 |                 |                 | 1 | 0                | 1                |                  |                  |
|  |                              | River Plate            | 0                | 2                | 2 |                        |                  |                  |                  |                  |  |                      |                 |                 |                 |                 |                 |   |                  |                  |                  |                  |
|  | Universidad de Chile (pen)   | River Plate            | 0                | 2                | 2 | 3                      | 1                | 4                |                  |                  |  |                      |                 |                 |                 |                 |                 |   |                  |                  |                  |                  |
|  | Universidad de Chile (pen)   |                        |                  |                  |   | 3                      | 1                | 4                |                  |                  |  |                      |                 |                 |                 |                 |                 |   |                  |                  |                  |                  |
|  | Defensor Sporting            | 2                      | 2                | 4                |   |                        |                  |                  |                  |                  |  |                      |                 |                 |                 |                 |                 |   |                  |                  |                  |                  |
|  | Defensor Sporting            | 2                      | 2                | 4                |   | Universidad de Chile   | 2                | 1                | 3                |                  |  |                      |                 |                 |                 |                 |                 |   |                  |                  |                  |                  |
|  |                              |                        |                  |                  |   | Universidad de Chile   | 2                | 1                | 3                |                  |  |                      |                 |                 |                 |                 |                 |   |                  |                  |                  |                  |
|  |                              | Barcelona de Guayaquil | 0                | 1                | 1 |                        |                  |                  |                  |                  |  |                      |                 |                 |                 |                 |                 |   |                  |                  |                  |                  |
|  | San José                     | Barcelona de Guayaquil | 0                | 1                | 1 | 2                      | 0                | 2                |                  |                  |  |                      |                 |                 |                 |                 |                 |   |                  |                  |                  |                  |
|  | San José                     |                        |                  |                  |   | 2                      | 0                | 2                |                  |                  |  |                      |                 |                 |                 |                 |                 |   |                  |                  |                  |                  |
|  | Barcelona de Guayaquil (pen) | 1                      | 1                | 2                |   |                        |                  |                  |                  |                  |  |                      |                 |                 |                 |                 |                 |   |                  |                  |                  |                  |
|  | Barcelona de Guayaquil (pen) | 1                      | 1                | 2                |   |                        |                  |                  |                  |                  |  | Universidad de Chile | 2               | 0               | 2               |                 |                 |   |                  |                  |                  |                  |
|  |                              |                        |                  |                  |   |                        |                  |                  |                  |                  |  | Universidad de Chile | 2               | 0               | 2               |                 |                 |   |                  |                  |                  |                  |
|  |                              | River Plate            | 2                | 1                | 3 |                        |                  |                  |                  |                  |  |                      |                 |                 |                 |                 |                 |   |                  |                  |                  |                  |
|  | San Lorenzo                  | River Plate            | 2                | 1                | 3 | 3                      | 5                | 8                |                  |                  |  |                      |                 |                 |                 |                 |                 |   |                  |                  |                  |                  |
|  | San Lorenzo                  |                        |                  |                  |   | 3                      | 5                | 8                |                  |                  |  |                      |                 |                 |                 |                 |                 |   |                  |                  |                  |                  |
|  | Peñarol                      | 2                      | 1                | 3                |   |                        |                  |                  |                  |                  |  |                      |                 |                 |                 |                 |                 |   |                  |                  |                  |                  |
|  | Peñarol                      | 2                      | 1                | 3                |   | San Lorenzo            | 1                | 1                | 2                |                  |  |                      |                 |                 |                 |                 |                 |   |                  |                  |                  |                  |
|  |                              |                        |                  |                  |   | San Lorenzo            | 1                | 1                | 2                |                  |  |                      |                 |                 |                 |                 |                 |   |                  |                  |                  |                  |
|  |                              | River Plate            | 2                | 1                | 3 |                        |                  |                  |                  |                  |  |                      |                 |                 |                 |                 |                 |   |                  |                  |                  |                  |
|  | Sporting Cristal             | River Plate            | 2                | 1                | 3 | 2                      | 1                | 3                |                  |                  |  |                      |                 |                 |                 |                 |                 |   |                  |                  |                  |                  |
|  | Sporting Cristal             |                        |                  |                  |   | 2                      | 1                | 3                |                  |                  |  |                      |                 |                 |                 |                 |                 |   |                  |                  |                  |                  |
|  | River Plate                  | 1                      | 5                | 6                |   |                        |                  |                  |                  |                  |  |                      |                 |                 |                 |                 |                 |   |                  |                  |                  |                  |

### Final
Jogo de ida
| 19 de junho | América de Cali | 1 – 0     | River Plate | Olímpico Pascual Guerrero, Cáli          |
|             | De Ávila 26'    | Relatório |             | Público: 45 236 Árbitro: Oscar Velazquez |

América de Cáli: Óscar Córdoba; Cardona (Hernandez), Bermúdez, Asprilla e Mazziri; Cabrera, Berti, Oviedo e Escobar; De Ávila e Zambrano (Pérez). Técnico: Diego Umaña
River Plate: Burgos; Hernán Díaz, Ayala, Rivarola e Altamirano; Astrada , Almeyda, Sorín (Gallardo) e Francescoli (Juan Gómez); Ortega e Crespo (Lavallén). Técnico: Ramón Díaz
Jogo de volta
| 26 de junho | River Plate    | 2 – 0     | América de Cali | Monumental de Núñez, Buenos Aires    |
|             | Crespo 7', 60' | Relatório |                 | Público: 73 567 Árbitro: Julio Matto |

River Plate: Burgos; Hernán Díaz , Ayala , Rivarola e Altamirano ; Escudero (Gómez), Almeyda , Cedrés e Ortega; Crespo e Francescoli. Técnico: Ramón Díaz
América de Cáli: Óscar Córdoba; Cabrera , Bermúdez , Asprilla e Mazziri; Oviedo , Berti, Dinas e Escobar; Zambrano e De Ávila . Técnico: Diego Umaña
| Libertadores 1996               |
| ------------------------------- |
| RIVER PLATE Campeão (2º título) |